# 서플러스글로벌
서플러스글로벌(SurplusGLOBAL)은 대한민국의 기업이다. 본사는 경기도 용인시 처인구 남사읍 서촌로 56에 위치해 있으며 대표이사는 김정웅이다 용인 반도체장비클러스터을 운영하고 있다

## 상장
2017년 1월 25일에 공모가 8,000원에 상장하였다.

## 참고문헌
1. ↑  서플러스글로벌 김정웅 대표, 한국공학한림원 우수한 공학인 ‘정회원 선정’, 이슈인팩트, 2024년 1월 5일
2. ↑  김정웅 서플러스글로벌 대표, 한국공학한림원 우수한 공학인 ‘정회원 선정’, 디일렉, 2024년 1월 4일
3. ↑  서플러스글로벌, '반도체장비클러스터' 기업 관심 집중, 에트뉴스, 2023년 8월 28일